# Cosima Wagner
Cosima Francesca Gaetana Wagner (Bellagio, 24 de dezembro de 1837 — Bayreuth, 1 de abril de 1930) foi a segunda esposa do compositor alemão Richard Wagner, filha do pianista húngaro Franz Liszt com a Condessa Marie d'Agoult, (Marie de Flavigny).  
Foi esposa do pianista e maestro Hans von Bülow, de quem se separou em 1867 para viver com Wagner, de quem mais tarde tornou-se a sua segunda esposa. Com ele teve duas filhas e um filho. Após a morte do marido, em 1883, tornou-se dirigente do Festival de Bayreuth até 1914. Morreu com a idade de 92 anos, em 1930.
Cosima deixou dois grossos volumes de diários, 1869-1877, e 1878-1883, nos quais relata com detalhes sua vida íntima com Richard Wagner. Os diários param no dia 12 de fevereiro de 1883, véspera da morte de Wagner. 

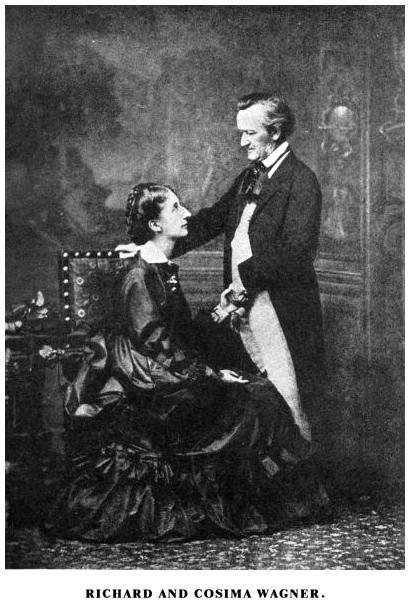
Cosima e Richard Wagner
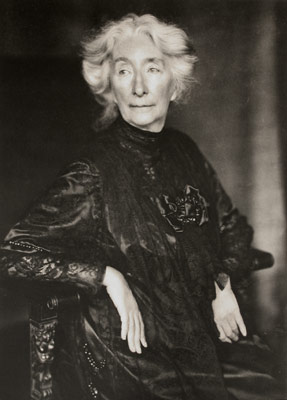
Cosima em 1905, photo por Jacob Hilsdorf

## Referencias
1. ↑  «Cosima Wagner | Opera, Bayreuth Festival & Composer | Britannica». www.britannica.com (em inglês). Consultado em 31 de julho de 2025
2. ↑  «Cosima Wagner, sacerdotisa do culto a um gênio – DW – 25/07/2013». dw.com. Consultado em 31 de julho de 2025